# Pentacentrus acuminatus
Pentacentrus acuminatus är en insektsart som beskrevs av Lucien Chopard 1930. Pentacentrus acuminatus ingår i släktet Pentacentrus och familjen syrsor. Inga underarter finns listade i Catalogue of Life.